# Amastus incertus
Amastus incertus là một loài bướm đêm thuộc phân họ Arctiinae, họ Erebidae.